# ICarly/Episodenliste

Logo der Serie iCarly

Diese Episodenliste enthält alle Episoden der US-amerikanischen Comedy-Jugendserie iCarly, sortiert nach der US-amerikanischen Erstausstrahlung. Die Serie umfasst sechs Staffeln mit 109 Episoden, von denen einige mehrteilige Episoden als Spielfilm oder Special ausgestrahlt wurden.

## Übersicht
| Staffel | Episodenanzahl | Erstausstrahlung USA | Erstausstrahlung USA | Deutschsprachige Erstausstrahlung | Deutschsprachige Erstausstrahlung |
| Staffel | Episodenanzahl | Staffelpremiere      | Staffelfinale        | Staffelpremiere                   | Staffelfinale                     |
| ------- | -------------- | -------------------- | -------------------- | --------------------------------- | --------------------------------- |
| 1       | 25             | 8. September 2007    | 25. Juli 2008        | 23. Februar 2008                  | 9. Februar 2009                   |
| 2       | 25             | 27. September 2008   | 8. August 2009       | 5. September 2009                 | 10. Juli 2010                     |
| 3       | 20             | 12. September 2009   | 26. Juni 2010        | 3. März 2010                      | 9. Juni 2011                      |
| 4       | 13             | 30. Juli 2010        | 11. Juni 2011        | 19. Februar 2011                  | 24. April 2012                    |
| 5       | 11             | 13. August 2011      | 21. Januar 2012      | 14. Februar 2012                  | 16. Juni 2012                     |
| 6       | 15             | 24. März 2012        | 23. November 2012    | 1. Juli 2012                      | 12. April 2013                    |

## Staffel 1
Die Erstausstrahlung der ersten Staffel war vom 8. September 2007 bis zum 25. Juli 2008 auf dem US-amerikanischen Sender Nickelodeon zu sehen. In Deutschland starteten die ersten Folgen am 23. Februar 2008 auf Nick und wurden in unregelmäßigen Abständen und Reihenfolgen bis zum 9. Februar 2009 ausgestrahlt.
| Nr. (ges.) | Nr. (St.) | Deutscher Titel                 | Originaltitel            | Erstausstrahlung USA | Deutschsprachige Erstausstrahlung (D/A) | Regie              | Drehbuch                      | Prod. Code |
| --- | --------- | ------------------------------- | ------------------------ | -------------------- | --------------------------------------- | ------------------ | ----------------------------- | ---------- |
| 1 | 1         | Miss Briggs sagt „No!“          | iPilot                   | 8. Sep. 2007         | 23. Feb. 2008                           | Steve Hoefer       | Dan Schneider                 | 101        |
| Sam verteilt Blätter, auf denen der Kopf der Lehrerin Miss Briggs auf einem Rhinozeros steckt. Ihre Freundin Carly nimmt die Schuld auf sich. Als Strafe müssen Carly und Sam die Talentshow der Schule organisieren. Allerdings sind fast alle Beiträge äußerst langweilig. Als im Internet auch noch ein Video kursiert, in dem Carly und Sam über Miss Briggs Späße machen, ist das Chaos perfekt. Als Plattform für eine von Erwachsenen unbeeinflusste Darstellung junger Talente wird iCarly ins Leben gerufen. |           |                                 |                          |                      |                                         |                    |                               |            |
| 2 | 2         | Eine Leuchtende Idee            | iWant More Viewers       | 8. Sep. 2007         | 23. Feb. 2008                           | Adam Weissman      | Steve Holland & Steven Molaro | 103        |
| Die Macher von iCarly wollen unbedingt mehr Zuschauer haben. Daher beschließen sie, Werbung für die Show zu machen. Carly und Sam bilden ein Team und fertigen ein Plakat an. Das andere Team besteht aus Freddie und Spencer. Sie bauen ein riesiges, leuchtendes Schild. Beide Teams bekommen große Probleme und legen den Wettstreit auf Eis. Gaststar: Christopher Michael als Officer Carl |           |                                 |                          |                      |                                         |                    |                               |            |
| 3 | 3         | Ein Schotte kommt selten allein | iDream of Dance          | 16. Sep. 2007        | 8. März 2008                            | Adam Weissman      | Dan Schneider                 | 113        |
| Miss Briggs zeigt einen schottischen Tanz vor der Klasse. Daraufhin fordert das iCarly-Team die Fans auf, Tanz-Videos einzuschicken. Die Drei schlafen bei der Durchsicht der Videos ein und jeder von ihnen hat seinen ganz eigenen Tanz-Traum. |           |                                 |                          |                      |                                         |                    |                               |            |
| 4 | 4         | Ein liebes Lied                 | iLike Jake               | 22. Sep. 2007        | 24. Feb. 2008                           | Steve Hoefer       | Dan Schneider                 | 102        |
| Mädchenschwarm Jake Krandle hat sich von seiner Freundin getrennt. Jetzt versucht fast jedes Mädchen, die Chance auszunutzen und seine neue Freundin zu werden. Auch Carly versucht ihr Glück. Jake will bei iCarly singen, jedoch kommt es dabei zu einer unangenehmen Überraschung, als sich herausstellt, dass er ausgesprochen untalentiert ist. Gaststar: Austin Butler als Jake Crandall |           |                                 |                          |                      |                                         |                    |                               |            |
| 5 | 5         | Das Grossvaterdebakel           | iWanna Stay with Spencer | 29. Sep. 2007        | 23. März 2008                           | Adam Weissman      | Arthur Gradstein              | 105        |
| Carly wird durch ein Kunstobjekt von Spencer fast von einem Hammer erschlagen. Ihr Großvater will deshalb, dass sie zu ihm nach Yakima zieht, was Carly gar nicht gefällt. Jetzt versucht sie alles, ihren Großvater zu überzeugen, dass Spencer verantwortungsbewusst ist. |           |                                 |                          |                      |                                         |                    |                               |            |
| 6 | 6         | Nevel Supernerd                 | iNevel                   | 6. Okt. 2007         | 30. März 2008                           | Steve Hoefer       | Steve Holland                 | 104        |
| Carly soll von Nevel, dem Gründer der populären Website Nevelocity.com, interviewt werden. Nevel ist jedoch zur Überraschung aller kein Mann, sondern ein kleiner Junge. Er versucht Carly zu küssen, was ihm jedoch nicht gelingt. Carly hasst Nevel und geht zu seiner Mutter, um ihr alles zu erzählen. Er schwört ihr Rache. |           |                                 |                          |                      |                                         |                    |                               |            |
| 7 | 7         | Absolut Halloweenös!            | iScream on Halloween     | 20. Okt. 2007        | 13. Apr. 2008                           | Steve Hoefer       | Jake Farrow                   | 114        |
| In Apartment 13B soll es angeblich spuken. Anlässlich von Halloween wollen Carly, Sam und Freddie während ihrer Webshow in die Wohnung eindringen. Dabei erleben sie Schauriges. |           |                                 |                          |                      |                                         |                    |                               |            |
| 8 | 8         | Miss Briggs Privat              | iSpy a Mean Teacher      | 3. Nov. 2007         | 20. Apr. 2008                           | Steve Hoefer       | Steven Molaro                 | 106        |
| Die iCarly-Mannschaft will herausfinden, was Lehrer außerhalb der Schule tun. Deswegen spionieren sie Miss Briggs in ihrem Haus aus und werden dabei entdeckt. Um einer Anzeige zu entgehen, müssen sie Miss Briggs in ihrer Webshow auftreten lassen. |           |                                 |                          |                      |                                         |                    |                               |            |
| 9 | 9         | Ein Date für Freddie            | iWill Date Freddie       | 10. Nov. 2007        | 27. Apr. 2008                           | Adam Weissman      | Steve Holland                 | 108        |
| Freddie lernt durch iCarly seine erste Freundin, Valerie, kennen. Wie sich herausstellt, will Valerie nur eine eigene Webshow starten, um iCarly Konkurrenz zu machen. Kurzerhand kündigt Freddie seinen Posten als technischer Produzent bei iCarly und tritt ihn an Jeremy ab. |           |                                 |                          |                      |                                         |                    |                               |            |
| 10 | 10        | Länger geht’s Nicht!            | iWant a World Record     | 17. Nov. 2007        | 4. Mai 2008                             | Roger Christiansen | Dan Schneider                 | 107        |
| Das iCarly-Team will einen Weltrekord als längster Webcast erreichen. Wegen Spencer schaffen sie es jedoch nicht. |           |                                 |                          |                      |                                         |                    |                               |            |
| 11 | 11        | Fühlst du die Reue              | iRue the Day             | 1. Dez. 2007         | 7. Juni 2008                            | David Kendall      | Dan Schneider                 | 115        |
| Erzfeind Nevel hat die iCarly-Website gehackt, wobei eigentlich die Plain White T's in der Webshow auftreten sollten, nachdem Spencer dem Frontmann das Leben gerettet hat. Gaststar: Tom Higgenson und die Plain White T’s als sie selbst |           |                                 |                          |                      |                                         |                    |                               |            |
| 12 | 12        | Der Knöchelschwur               | iPromise not to Tell     | 12. Jan. 2008        | 8. Juni 2008                            | Steve Hoefer       | Dicky Murphy                  | 118        |
| Carly ist wütend, weil sie durch ein Missverständnis nicht nur Einsen auf dem Zeugnis hat, sondern auch eine 2+. Kurzerhand ändert Sam Carlys 2+ im Schulcomputer in eine 1+. Jetzt wird Carly von Schuldgefühlen geplagt. |           |                                 |                          |                      |                                         |                    |                               |            |
| 13 | 13        | Fan des Grauens                 | iAm your Biggest Fan     | 19. Jan. 2008        | 15. Juni 2008                           | Steve Hoefer       | Jake Farrow                   | 110        |
| iCarlys besessener Fan Mandy taucht auf und will sich nicht mehr von Carly, Sam und Freddie trennen. Spencer wird währenddessen Schlagzeuger in einer Band, die ihn jedoch nur aufgenommen hat, um die Wohnung als Proberaum nutzen zu können. |           |                                 |                          |                      |                                         |                    |                               |            |
| 14 | 14        | Kunst und Krise                 | iHeart Art               | 2. Feb. 2008         | 29. Juni 2008                           | Adam Weissman      | Arthur Gradstein              | 109        |
| Spencers Vorbild Harry Joyner sagt, dass seine Kunstwerke schlecht sind. Spencer ist verzweifelt und will keine Skulpturen mehr bauen. |           |                                 |                          |                      |                                         |                    |                               |            |
| 15 | 15        | Zieh die Hose bis zum Hals!     | iHate Sam's Boyfriend    | 9. Feb. 2008         | 4. Feb. 2009                            | Roger Christiansen | Dan Schneider                 | 120        |
| Sam hat einen neuen Freund, Jonah. Er nervt mit der Zeit Carly und Freddie und will auch noch Carly küssen. Sie will es Sam nicht erzählen, weil sie denkt, dass sie damit die erste Beziehung von Sam zerstören könnte. |           |                                 |                          |                      |                                         |                    |                               |            |
| 16 | 16        | Fang das Küken!                 | iHatch Chicks            | 23. Feb. 2008        | 18. Okt. 2008                           | David Kendall      | Steven Molaro                 | 111        |
| Für Naturwissenschaften brüten Carly und Sam sechs Küken aus, die jedoch entlaufen. Sie müssen die Küken wieder finden und in den Brüter zurückbringen, ehe sie verenden. |           |                                 |                          |                      |                                         |                    |                               |            |
| 17 | 17        | Geschenkt ist Geschenkt!        | iDon't Want to Fight     | 1. März 2008         | 18. Okt. 2008                           | Roger Christiansen | Arthur Gradstein              | 112        |
| Weil sich Carly und Sam seit genau fünf Jahren kennen, schenkt Carly Sam ein iCarly-T-Shirt. Sam tauscht es jedoch gegen Konzertkarten von Carlys Lieblingsband ein. Jetzt streiten sich beide. |           |                                 |                          |                      |                                         |                    |                               |            |
| 18 | 18        | Sponsorenglück                  | iPromote Techfoots       | 15. März 2008        | 1. Feb. 2009                            | Adam Weissman      | Arthur Gradstein              | 117        |
| iCarly soll Werbung für neue Schuhe machen. Diese stellen sich aber als qualitativ extrem minderwertig heraus. |           |                                 |                          |                      |                                         |                    |                               |            |
| 19 | 19        | Nachsitzen für Alle!            | iGot Detention           | 22. März 2008        | 18. Okt. 2008                           | Roger Christiansen | Andrew Hill Newman            | 116        |
| iCarlys 50. Webcast steht bevor. Weil Sam aber zum Zeitpunkt der Show nachsitzen muss, wollen jetzt alle nachsitzen. Es gelingt ihnen, die Sendung aus dem Klassenzimmer heraus auszustrahlen. |           |                                 |                          |                      |                                         |                    |                               |            |
| 20 | 20        | Räuber und Piraten              | iStakeout                | 5. Apr. 2008         | 5. Feb. 2009                            | Steve Hoefer       | Andrew Hill Newman            | 121        |
| Bei Carly und Spencer sind zwei Polizisten eingezogen, um Ermittlungen anzustellen. Spencer kennt einen von ihnen aus alten Zeiten. |           |                                 |                          |                      |                                         |                    |                               |            |
| 21 | 21        | Ein schickes Angebot            | iMight Switch Schools    | 26. Apr. 2008        | 6. Feb. 2009                            | David Kendall      | Dicky Murphy                  | 122        |
| Carly wird ein Stipendium für eine teure Privatschule angeboten. Sam und Freddie versuchen vehement, das Bewerbungsgespräch zu ruinieren. |           |                                 |                          |                      |                                         |                    |                               |            |
| 22 | 22        | Fechten wir's aus!              | iFence                   | 10. Mai 2008         | 7. Feb. 2009                            | Russ Reinsel       | Dan Schneider                 | 123        |
| Freddie ist es leid, seine Freizeit andauernd mit Mädchen zu verbringen. Er entschließt sich daher, mehr Zeit mit Spencer zu verbringen. Dieser nimmt ihn daraufhin zum Fechtstudio mit und fordert dort seinen Rivalen Doug Toder auf, gegen Freddie zu kämpfen. |           |                                 |                          |                      |                                         |                    |                               |            |
| 23 | 23        | iCarly TV                       | iCarly saves TV          | 13. Juni 2008        | 31. Jan. 2009                           | Steve Hoefer       | Jake Farrow                   | 119        |
| Ein großer Fernsehsender will iCarly zu einem Fernsehhit machen. Der Produzent verändert aber die Show, bis im Grunde genommen nur noch der Name iCarly bleibt. Gaststar: Leon Thomas III als Harper |           |                                 |                          |                      |                                         |                    |                               |            |
| 24 | 24        | Das Dreifach-Date               | iWin a Date              | 25. Juli 2008        | 8. Feb. 2009                            | Steve Hoefer       | Andrew Hill Newman            | 124        |
| Gibby ist in Shannon verliebt, diese jedoch in Freddie. Alle versuchen Shannon mit Gibby zu verkuppeln. |           |                                 |                          |                      |                                         |                    |                               |            |
| 25 | 25        | Die liebe Liebe                 | iHave a Lovesick Teacher | 25. Juli 2008        | 9. Feb. 2009                            | Roger Christiansen | Ethan Banville                | 125        |
| Carlys Geschichtslehrerin wurde von ihrem Freund verlassen und verhält sich zu allen unausstehlich. Dann kommt sie mit Spencer zusammen, und die Welt scheint zunächst perfekt. |           |                                 |                          |                      |                                         |                    |                               |            |

## Staffel 2
Die Erstausstrahlung der zweiten Staffel war vom 24. August 2008 bis zum 8. August 2009 auf dem US-amerikanischen Sender Nickelodeon zu sehen. In Deutschland starteten die ersten Folgen am 5. September 2009 auf Nick und wurden in unregelmäßigen Abständen und Reihenfolgen bis zum 10. Juli 2010 ausgestrahlt.
| Nr. (ges.) | Nr. (St.) | Deutscher Titel                | Originaltitel          | Erstausstrahlung USA | Deutschsprachige Erstausstrahlung (D/A) | Regie              | Drehbuch                            | Prod. Code |
| --- | --------- | ------------------------------ | ---------------------- | -------------------- | --------------------------------------- | ------------------ | ----------------------------------- | ---------- |
| 26 | 1         | Alle lieben Shane              | iSaw Him First         | 24. Aug. 2008        | 5. Sep. 2009                            | Adam Weissman      | Andrew Hill Newman & Steven Molaro  | 204        |
| Freddies neuer Freund Shane soll ihm bei einem Experiment helfen. Da Shane sehr gutaussehend ist, wollen Carly und Sam beide mit ihm ausgehen. Da er sich nicht entscheiden kann, beschließen die beiden, dass diejenige, die von Shane zuerst geküsst wird, sich mit ihm treffen darf. Gaststar: James Maslow als Shane |           |                                |                        |                      |                                         |                    |                                     |            |
| 27 | 2         | Pack Rat                       | iStage an Intervention | 4. Okt. 2008         | 6. Sep. 2009                            | Jonathan Goldstein | Karey Dornetto                      | 205        |
| Spencer findet einen alten Videospielautomaten auf dem Schrottplatz und kann nicht mehr aufhören damit zu spielen. Um seine Sucht zu stoppen, lädt Carly die weltbeste Pack-Rat-Spielerin ein, um gegen Spencer zu kämpfen. |           |                                |                        |                      |                                         |                    |                                     |            |
| 28 | 3         | Raus aus den Schulden          | iOwe You               | 11. Okt. 2008        | 7. Sep. 2009                            | David Kendall      | Jake Farrow                         | 206        |
| Sam schuldet Carly und Freddie insgesamt $526. Um ihnen das Geld zurückzuzahlen nimmt sie einen Job in einem Schnellrestaurant an, der ihr jedoch nicht besonders gefällt. Deshalb ruft sie im Internet die iCarly-Fans auf, ihr Geld zu schicken, was diese auch reichlich tun. Da sich dies jedoch zunächst als illegal herausstellt, senden Carly, Freddie und Spencer allen Spendern sogenannte Fudge Balls als Gegenleistung zurück, um das ganze legal zu machen. Da Sam das Geld selbst verdienen möchte und Carly es nicht mehr ertragen kann, wie der Job Sam zusetzt, gibt sie einem Kunden das Geld, der es Sam als Trinkgeld geben soll. Statt das Geld zurückzuzahlen, kauft Sam jedoch am Ende davon ein Trampolin. |           |                                |                        |                      |                                         |                    |                                     |            |
| 29 | 4         | Achtung, böser Stiefvater!     | iHurt Lewbert          | 18. Okt. 2008        | 8. Sep. 2009                            | Russ Reinsel       | Ethan Banville                      | 207        |
| iCarly spielt dem Portier Lewbert einen Streich, bei dem dieser verletzt wird. Daraufhin kümmern sich Carly, Sam und Freddie zunächst um ihn, bis Freddies Mutter dies dann übernimmt. Spencer ersetzt inzwischen Lewbert als Portier und unterhält sich dort mithilfe eines alten CB-Funkgerätes mit den Truckern Porkchop und Sledgehammer, die er dabei verärgert. Als diese am Ende im Gebäude erscheinen, um auf Spencer einzuschlagen, treffen sie dort stattdessen Lewbert, der inzwischen wieder auf dem Posten steht. |           |                                |                        |                      |                                         |                    |                                     |            |
| 30–32 | 5–7       | Trouble in Tokio               | iGo to Japan           | 8. Nov. 2008         | 17. Okt. 2009                           | Steve Hoefer       | Dan Schneider & Andrew Hill Newman  | 201–203    |
| iCarly ist für die iWeb-Awards nominiert, und die Crew reist mit Spencer und Mrs. Benson zur Preisverleihung nach Japan. Dort werden sie von ihren Konkurrenten Kyoko und Yuki sabotiert und gefangen gehalten, damit sie selbst den Preis gewinnen können. |           |                                |                        |                      |                                         |                    |                                     |            |
| 33 | 8         | Kokosnusscremtorte             | iPie                   | 15. Nov. 2008        | 9. Sep. 2009                            | Roger Christiansen | Andrew Hill Newman                  | 208        |
| Die Lieblingskonditorei von Carly und ihren Freunden schließt, und sie finden keinen Ersatz für die Kokosnusscremtorte von dort. Sie erfahren, dass der Besitzer gestorben ist und sein Geheimrezept im Computer versteckt hat. Auf der Beerdigung suchen sie es dann vergeblich im Computer, bis sie darauf kommen, dass „im Computer“ wörtlich zu verstehen ist und der verstorbene Besitzer einen Zettel im Gehäuse versteckt hatte. |           |                                |                        |                      |                                         |                    |                                     |            |
| 34 | 9         | Ein Schrottbaum zu Weihnachten | iChristmas             | 13. Dez. 2008        | 10. Okt. 2009                           | Steve Hoefer       | Dan Schneider                       | 209        |
| Spencer baut selbst einen unkonventionellen Weihnachtsbaum, der in Flammen aufgeht, wobei auch die Geschenke von Carly verbrennen. Sie wünscht sich einen ganz normalen Baum. |           |                                |                        |                      |                                         |                    |                                     |            |
| 35 | 10        | Gut geküsst ist halb gewonnen  | iKiss                  | 3. Jan. 2009         | 10. Sep. 2009                           | Steve Hoefer       | Dan Schneider                       | 210        |
| Sam erfährt, dass Freddie noch nie ein Mädchen geküsst hat und verbreitet das in der Webshow, weswegen Freddie anschließend in der Schule gemobbt wird. Carly überzeugt Sam, dass ihr Verhalten falsch war. Sam entschuldigt sich bei Freddie und gibt zu, dass auch sie noch nie einen Jungen geküsst hat. Um es hinter sich zu bringen, beschließen Sam und Freddie, sich zu küssen, davon aber niemandem zu erzählen und sich hinterher wieder nicht ausstehen zu können. |           |                                |                        |                      |                                         |                    |                                     |            |
| 36 | 11        | Auto oder Aus                  | iGive Away a Car       | 17. Jan. 2009        | 11. Sep. 2009                           | Steve Hoefer       | George Doty IV                      | 211        |
| Der angebliche Sohn eines Autohändlers veranstaltet in iCarly ein Preisausschreiben, bei dem der Hauptgewinn ein Auto ist. Als Carly und Sam das Auto abholen wollen, um es dem Gewinner – der ausgerechnet Erzfeind Nevel ist – zu übergeben, erfahren sie, dass der Autohändler nichts von der Sache wusste. Nevel hatte die ganze Aktion eingefädelt, um iCarly zu schaden. Sie müssen nun irgendwo einen Neuwagen auftreiben, um nicht selbst als Betrüger dazustehen. Zum Glück hat Spencer einen Trumpf im Ärmel. |           |                                |                        |                      |                                         |                    |                                     |            |
| 37 | 12        | Amerika singt                  | iRocked the Vote       | 7. Feb. 2009         | 15. Sep. 2009                           | Russ Reinsel       | Andrew Hill Newman                  | 215        |
| iCarly ruft die Zuschauer auf, für David Archuleta in der Castingshow America Sings zu stimmen. Der gewinnt dann auch, und Carly glaubt, sie sei verantwortlich, dass Wade Collins nur Zweiter wurde. Sie versucht deshalb, auch seiner Karriere auf die Sprünge zu helfen entdeckt aber, dass Wade ein Betrüger ist, der der Öffentlichkeit eine traurige Geschichte seiner kranken Mutter erzählt hat, die komplett erfunden ist. Gaststar: David Archuleta als er selbst |           |                                |                        |                      |                                         |                    |                                     |            |
| 38 | 13        | Freddie gegen Fred             | iMeet Fred             | 16. Feb. 2009        | 14. Sep. 2009                           | Adam Weissman      | Dan Schneider                       | 212        |
| Der im Internet bekannt gewordene Fred gibt bekannt, aufgrund einer Äußerung Freddies keine Videos mehr machen zu wollen, was seine Fans gegen iCarly aufbringt. Um die Sache aus der Welt zu schaffen, besucht Carly mit ihren Freunden Fred und erfährt von ihm, dass die Aktion nur dazu gedacht war, mehr Klicks zu bekommen, was auch iCarly zugutekommt. Gaststar: Lucas Cruikshank (Fred) als er selbst |           |                                |                        |                      |                                         |                    |                                     |            |
| 39 | 14        | Ein Colt für alle Fälle        | iLook Alike            | 7. März 2009         | 10. Juli 2010                           | David Kendall      | Dan Schneider                       | 213        |
| Carly, Sam und Freddie werden von einem Kampfsportler hinter die Kulissen eines n Mixed-Martial-Arts-Kampfes zu sehen, was ihnen von Spencer untersagt wird. Sie tricksen Spencer aus, indem sie Doppelgänger engagieren, die sich in Carlys Zimmer einschließen, während sie selbst zu dem Kampf gehen. |           |                                |                        |                      |                                         |                    |                                     |            |
| 40 | 15        | Gib mir iCarly zurück          | iWant my Website Back  | 21. März 2009        | 31. Okt. 2009                           | Adam Weissman      | Matt Fleckenstein                   | 219        |
| Spencer wechselt seine Bank, wodurch sie versehentlich die Kontrolle über die Domain iCarly.com verlieren, die dann Carlys Erzfeind Nevel bekommt. Nevel möchte einen Kuss von Carly, damit er die Domain zurückgibt. Doch sie schafft es, nachdem er den Vertrag schon unterzeichnet hat, zu entkommen. Inzwischen hat Spencer 200 Kissen in der Wohnung, die er versehentlich anstatt von nur 2 bestellt hat. |           |                                |                        |                      |                                         |                    |                                     |            |
| 41 | 16        | Sam ist ein Mädchen            | iMake Sam Girlier      | 11. Apr. 2009        | 29. Sep. 2009                           | Roger Christiansen | Jake Farrow                         | 216        |
| Sam verguckt sich in einen Jungen, wird von dem aber als „Dude“ bezeichnet. Daher lässt sie sich von Carly helfen, mehr wie ein Mädchen zu erscheinen, was sie nur durchhält, bis Carly von einer Mitschülerin geschlagen wird. Sam greift ein. |           |                                |                        |                      |                                         |                    |                                     |            |
| 42 | 17        | Wurzeln, Beeren und Kompost    | iGo Nuclear            | 22. Apr. 2009        | 22. Apr. 2010                           | David Kendall      | George Doty IV & Andrew Hill Newman | 214        |
| Carly muss für die grüne Woche in der Schule ein Projekt abgeben. Dabei hilft ihr Cal (Jake Siegel), ein Freund von Spencer, der ein Energieerzeugungsgerät bastelt, das aber Kernenergie benutzt, was ihr Lehrer nicht mag. Sam hingegen bekommt auf ihr Projekt ein A (entspricht deutscher Schulnote 1), obwohl sie nur eine Orange vor der Klasse isst und ein paar Sätze über sinnlose Verpackungen sagt. |           |                                |                        |                      |                                         |                    |                                     |            |
| 43–44 | 18–19     | Böse verliebt                  | iDate a Bad Boy        | 9. Mai 2009          | 20. März 2010                           | Steve Hoefer       | Dan Schneider                       | 217 / 225  |
| Carly verliebt sich in Griffin, der Spencers Motorrad gestohlen hat. Spencer mag ihn nicht und verbietet Carly den Umgang, woran sie sich nicht hält. Als sie bei Griffin zu Hause ist, muss sie feststellen, dass der harte Kerl eigentlich ganz weich ist und seine Plüschpinguinsammlung das Wichtigste für ihn ist, was selbst Carly komisch findet. Gaststar: Drew Roy als Griffin |           |                                |                        |                      |                                         |                    |                                     |            |
| 45 | 20        | Hier kommt Missy               | iReunite with Missy    | 16. Mai 2009         | 6. März 2010                            | Adam Weissman      | Jake Farrow                         | 218        |
| Carlys alte Freundin Missy Robinson (Haley Ramm) kehrt nach Seattle zurück und versucht, Carly als beste Freundin zurückzugewinnen und dabei Sam zu verdrängen. Als sie Carly und Sam zu einer Helikoptertour einlädt, sendet sie Sam eine falsche Adresse und zerstört später “versehentlich” Sams Handy. Als Sam ihr davon erzählt, glaubt Carly, sie sei paranoid. Daraufhin bittet Sam sogar Freddie um Hilfe. Als Carly Missys wahre Absichten entdeckt, versöhnt sie sich wieder mit Sam. Inzwischen wird Spencer, der eigentlich campen wollte, von Chuck im Keller festgehalten. Gaststar: Haley Ramm als Missy |           |                                |                        |                      |                                         |                    |                                     |            |
| 46 | 21        | Der Schädel von Charles Dingo  | iTake on Dingo         | 13. Juni 2009        | 2. Nov. 2009                            | David Kendall      | Jake Farrow                         | 226        |
| In der Sendung „Totally Teri“ auf dem Dingo Channel werden mehrere Elemente der iCarly-Webshows wie Random Dancing (dt. kranker Pausentanz) kopiert. Bemerkung: Der Dingo Channel ist eine Parodie auf den Disney Channel, den größten Konkurrenten von Nickelodeon, auf dem iCarly ausgestrahlt wird. Carly und Sam gehen nach Hollywood, um die Autoren der Sendung damit zu konfrontieren, doch die meinen, sie können das tun, weil sie viel mehr Geld und Macht haben als Carly. Inzwischen finden Spencer und Freddie den Schädel des Gründers Charles Dingo, womit sie dem Sender eine Vereinbarung abringen können, die Ideen ihrer Show nicht wieder zu stehlen. |           |                                |                        |                      |                                         |                    |                                     |            |
| 47 | 22        | Spind 239                      | iMust Have Locker #239 | 27. Juni 2009        | 5. März 2010                            | David Kendall      | Eric Goldberg & Peter Tibbals       | 220        |
| Sam und Freddie müssen sich den Spind 239, den besten der Schule, teilen, da sie beide den entsprechenden Wettbewerb gewonnen haben. Freddie zahlt Sam 200 $, um den Spind für sich zu haben, nur damit kurz Später Sams Mutter mit ihrem Auto gegen die Schulmauer fährt und der Spind dabei zerstört wird. Carly nimmt inzwischen Kunstunterricht bei ihrem Bruder, wechselt dann aber zu einer „richtigen“ Lehrerin, die durch Spencer erkennt, dass sie selbst die Kunst nicht wirklich verstanden hat und im Verlauf auch Spencer küsst. |           |                                |                        |                      |                                         |                    |                                     |            |
| 48 | 23        | Die doppelte Sam               | iTwins                 | 11. Juli 2009        | 1. März 2010                            | Russ Reinsel       | Eric Goldberg & Peter Tibbals       | 224        |
| Carly und Sam nutzen Freddies Leichtgläubigkeit aus, um ihm Streiche zu spielen. Als Sams Zwillingsschwester Melanie in die Stadt kommt, glaubt er, da er beide nie gemeinsam sieht, Sam wolle ihm etwas vormachen und Melanie würde nicht existieren, auch wenn sich Melanie sehr für Freddie interessiert und Freddie sogar küsst. Genervt von Freddies Verdächtigungen geben sie seinem Drängen nach und sagen, dass Melanie nicht echt sei. In der letzten Szene ist schließlich Sam gemeinsam mit Melanie zu sehen. Inzwischen gibt Carly Chuck Nachhilfeunterricht, der, wenn sie nicht dabei ist, Spencer austrickst und sogar schlägt. Als Carly, erst nachdem sie es auf Video gesehen hat, erkennt, wie gemein Chuck ist, nimmt sie an ihm Rache und sorgt dafür, dass er in der Schule durchfällt und empfiehlt seinem Vater, ihn über den Sommer in ein spezielles Unterrichtsprogramm zu schicken. |           |                                |                        |                      |                                         |                    |                                     |            |
| 49–50 | 24–25     | Vier Fäuste für iCarly         | iFight Shelby Marx     | 8. Aug. 2009         | 27. Feb. 2010                           | Steve Hoefer       | Dan Schneider                       | 221–222    |
| Carly arrangiert einen Showkampf mit Shelby Marx, der doch ernster wird als geplant. Gaststar: Victoria Justice als Shelby Marx |           |                                |                        |                      |                                         |                    |                                     |            |

## Staffel 3
Die Erstausstrahlung der dritten Staffel war vom 12. September 2009 bis zum 26. Juni 2010 auf dem US-amerikanischen Sender Nickelodeon zu sehen. In Deutschland starteten die ersten Folgen am 3. März 2010 auf Nickelodeon Deutschland und wurden in unregelmäßigen Abständen und Reihenfolgen bis zum 9. Juni 2011 ausgestrahlt. Aufgrund der frühen Produktion beginnen die Produktionscodes noch mit einer 2.
| Nr. (ges.) | Nr. (St.) | Deutscher Titel           | Originaltitel             | Erstausstrahlung USA | Deutschsprachige Erstausstrahlung (D/A) | Regie              | Drehbuch                      | Prod. Code |
| --- | --------- | ------------------------- | ------------------------- | -------------------- | --------------------------------------- | ------------------ | ----------------------------- | ---------- |
| 51 | 1         | Der Kuss                  | iThink They Kissed        | 12. Sep. 2009        | 24. Apr. 2010                           | Adam Weissman      | Steve Holland                 | 227        |
| Sam verliert einen Zahn und muss zum Zahnarzt. Da sie diesen tätlich bedroht, wird sie unter Lachgas behandelt. Halb im Delirium erzählt sie Carly, dass sie und Freddie sich seinerzeit geküsst haben. |           |                           |                           |                      |                                         |                    |                               |            |
| 52 | 2         | Voll auf die Kochmütze!   | iCook                     | 19. Sep. 2009        | 28. Mai 2010                            | Roger Christiansen | Dan Schneider                 | 228        |
| Sam, Carly und Freddie sind echte Fans von Ricky Flame, einem Starkoch, der auf ‚Food TV‘ das berühmte Kochduell leitet und dabei niemals verliert. Von Ricky inspiriert, kommen die Drei auf die Idee, bei iCarly eine Kochsparte einzuführen und als erstes die Zubereitung von Spaghetti Tacos zu zeigen. Sie gewinnen sogar das Duell und Ricky verkriecht sich in seinem Bett, weil er nicht mehr ungeschlagen ist. Aufgrund einer Schwäche im Regelwerk kann Ricky im Kinderringerteam antreten, wo er glücklich wird, da er immer gewinnen kann, bis Sam ihn schlägt. |           |                           |                           |                      |                                         |                    |                               |            |
| 53 | 3         | Ein Date für Carly        | iSpeed Date               | 26. Sep. 2009        | 27. Juni 2010                           | Russ Reinsel       | Andrew Hill Newman            | 230        |
| An der Schule steigt eine Party, zu der die Mädchen sich einen Begleiter wählen sollen. Für Carly kommt nur einer infrage, doch dem spuckt sie versehentlich ins Auge, woraufhin sie einen Korb bekommt. |           |                           |                           |                      |                                         |                    |                               |            |
| 54 | 4         | Die iCarly-Awards         | iCarly Awards             | 3. Okt. 2009         | 3. März 2010                            | Steve Hoefer       | Andrew Hill Newman            | 223        |
| Sam, Carly und Freddie veranstalten eine ganz besondere iCarly-Show. Sie verleihen zehn „iCarly Awards“. Spencer sollte die Statuen basteln, doch der hat versehentlich eine Riesenstatue gebaut. Um auf die Schnelle zehn Gewinne zusammenzuschustern, holt er sich sechs europäische Bademodenmodels zur Hilfe und es klappt. |           |                           |                           |                      |                                         |                    |                               |            |
| 55 | 5         | Der beste Rektor der Welt | iHave My Principles       | 17. Okt. 2009        | 13. Juni 2010                           | David Kendall      | Matt Fleckenstein             | 229        |
| Rektor Franklin bittet das iCarly-Team um einen Gefallen: Seine Tochter hat Geburtstag und er möchte ihr live bei der Webshow gratulieren – eine Bitte, die ihm natürlich niemand abschlagen kann. Der Auftritt hat für Rektor Franklin allerdings schlimme Folgen. Der Oberschulrat Goreman feuert ihn und setzt stattdessen Miss Briggs und Mister Howard als neues Rektorenteam ein. Sie führen ein hartes Regiment ein und die Schüler hecken einen Plan aus, wofür sie während einer Schulinspektion die neuen Schulleiter einsperren und Chaos in der Schule verursachen, woraufhin der Oberschulrat Franklin seinen alten Job wieder anbietet. |           |                           |                           |                      |                                         |                    |                               |            |
| 56 | 6         | Alte Liebe, neuer Horror  | iFind Lewbert's Lost Love | 14. Nov. 2009        | 19. Sep. 2010                           | David Kendall      | Matt Fleckenstein             | 236        |
| Sam findet im Büro des Portiers Lewbert eine Kiste mit persönlichen Gegenständen. Als sie diese zusammen mit Carly und Freddie durchstöbert, finden die Drei eine romantische DVD, die von Lewberts Ex-Freundin Marta erstellt wurde. Sie wollen Lewbert wieder mit ihr zusammenbringen, um ihn weniger unglücklich zu machen, doch es stellt sich heraus, dass Lewbert vor Marta abgehauen war und sie sie nun wieder loswerden müssen. Gaststar: Kit Pongetti als Marta |           |                           |                           |                      |                                         |                    |                               |            |
| 57 | 7         | Freddie zieht aus         | iMove Out                 | 28. Nov. 2009        | 29. Aug. 2010                           | Steve Hoefer       | Arthur Gradstein              | 241        |
| Bei einer iCarly haben unsere Freunde Gibbys Hund aufgepeppt und fotografiert. Dabei stellen sie fest, dass das eine gute Geschäftsidee ist und bauen ihr Studio zu einem Tierfotoladen um. Währenddessen zieht Freddie, da er von seiner Mutter genug hat, in ein eigenes Apartment, was neben dem lauten Aufzugmotor im Keller liegt, wodurch er nicht einschlafen kann. Gaststars: Christopher Michael als Officer Carl und Abby Wilde als Stacey Dillsen |           |                           |                           |                      |                                         |                    |                               |            |
| 58–59 | 8–9       | Schluss mit lustig        | iQuit iCarly              | 5. Dez. 2009         | 6. Juni 2010                            | Steve Hoefer       | Dan Schneider                 | 233–234    |
| Carly, Sam und Freddie bekommen ein Video von Fleck & Dave, die das iCarly-Team darum bitten das Video bei iCarly zu zeigen. Wie Fleck und Dave zerstreiten sich auch Carly und Sam, da sie unterschiedliche Ansichten über die Fortführung ihrer jeweiligen Shows haben. Carly arbeitet zusammen mit Fleck gegen Dave und Sam. Als sich Carly und Sam auf einer Fensterputzer-Plattform außen am Gebäude weiterstreiten, stürzt Carly beinahe ab und versöhnt sich anschließend wieder mit Sam. |           |                           |                           |                      |                                         |                    |                               |            |
| 60 | 10        | Carlys Schinken           | iSaved Your Life          | 18. Jan. 2010        | 30. Mai 2010                            | Larry LaFond       | Eric Goldberg & Peter Tibbals | 232        |
| Bei einer iCarly-Show fordert ein Zuschauer, dass Carly in einem Hasenkostüm auf die Straße geht und den Leuten die Zähne putzt. Als Sam diesem Fan das verspricht, muss Carly wohl auf die Straße. Doch als sie dies tut und einen heranfahrenden Tacoimbisswagen nicht bemerkt, wird sie fast überfahren. Freddie rettet Carlys Leben, indem er sie wegschubst. Sie blieb unverletzt, jedoch hatte Freddie sich ein Bein und einen Arm gebrochen. Als Freddie im Bett liegt, kommt Carly zu Besuch und sagt, dass er für sie ein Held sei. Die beiden küssen sich, werden jedoch von Freddies Mutter unterbrochen, die sehr wütend auf Carly ist. In der Schule erzählt Sam Freddie über Nasby Moseby, mit dem sie zusammen war und verliebt war nur, weil sie monatlich Schinken bekam. Somit erklärt sie auch, dass Freddie Carlys Schinken ist und ihn nur mag, weil er ihr Leben rettete. Freddie ist unsicher und spricht mit Carly. Sie beschließen, dass sie noch warten sollten, bis Freddie wieder gesund und die ganze „Heldengeschichte“ abgeklungen ist und wenn Carly ihn dann immer noch mag, können sie zusammen sein. Sie machen daraufhin Schluss. Am Ende bereut dies Freddie aber, da er im Aufzug ruft: „Was habe ich getan?“ |           |                           |                           |                      |                                         |                    |                               |            |
| 61 | 11        | Miss Teen Seattle         | iWas a Pageant Girl       | 29. Jan. 2010        | 26. Sep. 2010                           | Adam Weissman      | Andrew Hill Newman            | 237        |
| Als Tara bei einem iCarly-Webcast erzählt, dass sie an der Wahl zur Miss Teen Seattle teilnehmen würde, obwohl sie nicht gewinnen könne wegen der besten Teilnehmerin Leeann Carter, die bereits 99 Wahlen in Folge gewonnen hat, verlässt Sam wütend die Show. Nach der Show erzählt Sam Carly und Freddie, dass sie in ihrer Kindheit von ihrer Mom gezwungen worden sei, an Misswahlen teilzunehmen, jedoch wurde Sam bei den Misswahlen für 7 Jahre gesperrt, da sie angeblich ihre größte Rivalin Leeann Carter die Treppe hinunter schubste. In wenigen Tagen würde Leeann Carter die erste in der Geschichte sein, die 100 Misswahlen in Folge gewinnt. Sam zwingt Carly an der Misswahl teilzunehmen, bei der sie auf Leeann treffen, die jedoch zu Carlys Verblüffung total nett ist. Sam kann Leeanns Nettigkeit jedoch nicht ausstehen. Sam erfährt, dass ihre Sperre seit einem halben Jahr aufgehoben ist und sie tritt statt Carly an der Wahl an, während Carly sie unterstützt. Glücklicherweise trifft Sam ihren alten Tanztrainer Ernie und sie tanzen beim Talentteil einen Tanz aus den Vierzigern. Schließlich gewinnt Sam den Schönheitswettbewerb. Währenddessen haben Spencer und Freddie ein Doppeldate mit zwei Mädchen, die Cousinen sind, namens Leslie und Alison, obwohl Freddie eigentlich gar kein Date wollte. Bevor sie zum Klettern gehen wollen, spielen sie „Was bin ich?“. Doch Freddie und Spencer sind so vertieft in das Spiel, dass sie ihren Termin zum Klettern verpassen. Ihre Dates verschwinden schließlich genervt, da sie den ganzen Abend ignoriert wurden. Nach langer Zeit kommen Carly und Sam vom Schönheitswettbewerb zurück und finden Freddie und Spencer immer noch spielend vor. Schließlich sagen Carly und Sam den beiden, was auf ihren Karten steht. Genervt fangen Freddie und Spencer ein neues Spiel an. |           |                           |                           |                      |                                         |                    |                               |            |
| 62 | 12        | Gibby flippt aus          | iEnrage Gibby             | 5. Feb. 2010         | 20. Juni 2010                           | Jonathan Goldstein | Jake Farrow                   | 235        |
| Tasha, Gibbys Freundin, bittet Freddie um einen Ratschlag als Carly eine Party veranstaltet, da sie Gibby eine Videokamera zum Geburtstag schenken möchte. Als die beiden deshalb alleine oben im iCarly Studio sind, stolpert Tasha und fällt auf Freddie. In diesem Augenblick erscheint Gibby und versteht die Situation falsch – er fordert Freddie zum Kampf auf, der live bei iCarly gesendet werden soll. Kurz vor dem Kampf fällt Freddie auf, dass die Kamera, die das verschimmelte Brot zeigt, die ganze Situation aufgezeichnet hat. Freddie zeigt Gibby die Aufnahmen und sie werden dann wieder Freunde. |           |                           |                           |                      |                                         |                    |                               |            |
| 63 | 13        | iCarly im All             | iSpace Out                | 5. März 2010         | 17. Okt. 2010                           | Russ Reinsel       | Jake Farrow                   | 239        |
| Der exzentrische Milliardär Mr. Blanton bietet der iCarly-Crew an die erste Live-Webshow aus dem Weltall zu senden, wenn sie in einer Reihe von Tests gegen andere Webshows bestehen. Es läuft alles sehr gut bis der 36-Stunden-Sperrung-Test in einem Raum stattfindet, wo alle drei an dem Weltraumsyndrom leiden, welches beim Zusammenleben mit mehreren Menschen auf engstem Raum auftritt. Carly rastet schließlich wegen ihrer Klaustrophobie aus. Etwas Ähnliches passiert mit ihr in der Folge Sams Mom. Freddie versucht sie zu beruhigen, während Sam ein Stück Fleisch isst, das sie in den Raum geschmuggelt hat. Nachdem es Freddie nicht gelingt, Carly zu beruhigen, zerschlägt Carly ein Fenster und springt raus, was dazu führt, dass das iCarly-Team disqualifiziert wird. Während Carly, Sam und Freddie die Tests durchführen, ist Spencer zu Hause und wird von einem geheimnisvollen kleinen Mädchen besucht. Zunächst versucht er mit ihr zu sprechen, aber sie sagt nichts und läuft immer vor ihm weg. Spencer ruft die Polizei und sagt, dass bei ihm im Apartment ein kleines Mädchen herumläuft. Als ein Polizist das Mädchen abholen will, ist es verschwunden und der Polizist glaubt, dass Spencer Wahnvorstellungen hat, und rät ihm, sich einen Psychologen zu suchen. Er bittet Sockos Onkel, Dr. Paxil, um Hilfe. Dieser redet ihm ein, dass das Mädchen nur eine Wahnvorstellung ist, da er Carly vermisst. Am Ende der Folge bemerkt Carly das Mädchen in der Küche. Das Mädchen scheint enttäuscht zu sein, dass Carly nicht Spencer ist, und verlässt abrupt das Apartment. Carly ist verwirrt und führt dies auf das Weltraumsyndrom zurück. |           |                           |                           |                      |                                         |                    |                               |            |
| 64 | 14        | Ein Star von gestern      | iFix A Popstar            | 19. März 2010        | 5. Sep. 2010                            | Steve Hoefer       | Matt Fleckenstein             | 231        |
| Das iCarly-Team findet heraus, dass das Musikvideo Cry Like A Lion, welches Freddie für Wade Collins produziert hat, auf Platz 3 der meistgedownloadeten Videos bei Pear Tunes ist. Auf Platz 1 ist Ginger Fox mit ihrem Song Hate Me, Love Me, doch nach der Produktion des Videos ging ihre Karriere den Bach hinunter. Ginger muss in wenigen Tagen bei den Pop Music Awards ihren Song My World performen, doch Ginger hat den Regisseur des Videos gefeuert. Wegen des großen Erfolgs des Wade-Collins-Musikvideos verlangt Ginger von ihrem Manager Leslie Grant, dass er das iCarly-Team als Regisseure des Videos engagiert. Das iCarly-Team (abgesehen von Sam) ist erst mal begeistert davon, bis sie erfahren, dass Ginger völlig talentlos ist. Ginger kann weder singen noch tanzen; sie sieht schrecklich aus und ist ziemlich dumm. Zudem sagt Gingers Manager, wenn Ginger bei den Pop Music Award nicht erfolgreich sein würde, würde Ginger das iCarly-Team beschuldigen. Doch das iCarly-Team hat eine Idee: Sie lassen Ginger bei den Pop Music Awards playback; sie sorgen dafür, dass die Kameramänner nicht zu nah an ihr Gesicht zoomen, und verwenden viel Rauch. Obwohl man merkt, dass Gingers Lippenbewegung nicht zum Song passt, ist das Publikum begeistert. Das iCarly-Team hält den Erfolg ihres Comebacks für einen Fehler, da sie kein Talent haben, aber aus irgendeinem Grund lieben die Leute Ginger. Währenddessen beginnt Spencer eine Beziehung mit einer attraktiven Frau namens Charlotte. Doch Charlotte stellt sich heraus als Gibbys Mutter. Spencer ist daraufhin geschockt, denn er kann keine Gibby-Lippen küssen. Bei einem weiteren Date sieht Spencer ständig in Charlottes Gesicht Gibbys Gesicht. Nachdem Spencer sich nicht mehr bei Charlotte meldet, will Charlotte Spencer zur Rede stellen. Da es unsinnig ist, dass er nicht mehr mit ihr ausgehen will, nur weil sie aussieht wie Gibby. Daraufhin küssen sie sich und Spencer sieht auch Gibbys Gesicht nicht mehr. Doch plötzlich sieht Charlotte in Spencers Gesicht Carly und Spencer sieht wieder Gibby. Die beiden flüchten voreinander schreiend, womit ihre Beziehung beendet ist. Gaststar: Betsy Rue als Ginger Fox |           |                           |                           |                      |                                         |                    |                               |            |
| 65 | 15        | Pleiten, Pech und Patzer  | iBloop                    | 17. Apr. 2010        | 10. Okt. 2010                           | Steve Hoefer       | Dan Schneider                 | 245        |
| In der Folge Pleiten, Pech und Patzer werden sogenannte Outtakes gezeigt, also Dinge, die bei den Dreharbeiten schiefgelaufen sind. Gaststar: Drake Bell als Drake Parker |           |                           |                           |                      |                                         |                    |                               |            |
| 66 | 16        | iCarly für Daddy          | iWon’t Cancel The Show    | 1. Mai 2010          | 3. Okt. 2010                            | Steve Hoefer       | Eric Goldberg & Peter Tibbals | 238        |
| Carlys Dad und seine Crew haben zum ersten Mal die Chance iCarly zu sehen, da sie vor der Küste Alaskas liegen und nun Internetzugang haben. Carly freut sich total. Doch von Freddie erfährt Carly, dass Sam im Gefängnis sitze, da sie dem Botschafter von Mexiko einen Chilidog in die Hose gestopft habe, weil er sich in einem Laden vor sie gedrängelt habe, und Sam würde erst am nächsten Tag wieder aus dem Gefängnis kommen. Carly überredet Spencer für Sam einzuspringen, was Spencer eigentlich gar nicht passt, da er in seinem Apartment ein Date mit einer kultivierten Lady namens Candice hat, und diese dürfe nichts davon erfahren. Anfangs läuft alles gut, doch irgendwann ist Candice genervt, da Spencer so lange weg ist. Schließlich platzt Candice in das iCarly-Studio, als Carly, Freddie, Gibby und Spencer als Baby Lumpley ein weiteres Theaterstück von „Der Engländer, der seinen beiden Kindern namens Fuffley und Peeta ein grauenhafter Vater war“. Candice ist geschockt, doch sie müssen alle in ihrer Rolle bleiben. Als Baby Lumpley (alias Spencer) mit ekligem Fischbrei gefüttert wird spuckt er versehentlich Candice an, welche angeekelt verschwindet. Carly und Spencer verabschieden sich von ihrem Dad und Spencer entschuldigt sich bei seinem Dad, falls es für ihn peinlich war. Abwesend: Jennette McCurdy als Sam Puckett |           |                           |                           |                      |                                         |                    |                               |            |
| 67 | 17        | Bigfoot und Waschbiber    | iBelieve in Bigfoot       | 8. Mai 2010          | 31. Okt. 2010                           | Steve Hoefer       | Dan Schneider                 | 240        |
| Als in den Nachricht über eine weitere Bigfoot-Sichtung berichtete wird, erzählt Carly, dass sie von Bigfoots Existenz überzeugt ist. Denn als Carly in der 5. Klasse ein Referat über ein seltenes Wesen halten sollte, berichtete sie über Bigfoot. Sie bekam jedoch eine 6, da laut ihrer damaligen Lehrerin Bigfoot nicht existiere. Spencer borgt sich von seinem Freund Socko ein Wohnmobil und fährt zusammen mit Carly, Sam und Freddy auf die Suche nach Bigfoot. Im Wald begegnen sie jedoch nur anderen Teenagern sowie einem erfolglosen Autor eines Buches über die Bigfoot-Legende. Am Ende wird ihr Wohnmobil gestohlen. |           |                           |                           |                      |                                         |                    |                               |            |
| 68–69 | 18–19     | iPsycho                   | iPsycho                   | 4. Juni 2010         | 12. Sep. 2010                           | Steve Hoefer       | Dan Schneider & Ben Huebscher | 243–244    |
| Carly, Sam und Freddie versuchen, einen einsamen Fan namens Nora an ihrem Geburtstag aufzuheitern. Ihre Eltern verlassen sie an ihrem Geburtstag, da sie in Urlaub fliegen, daher hat sie überhaupt keine Gäste. Kurz nachdem das iCarly-Trio kommt, erleidet der 87-jährige Clown einen Schlaganfall. Carly und Freddie beschließen, einen speziellen iCarly-Webcast zu machen, um Schüler von Noras Schule zur Party zu locken, was auch klappt. Nora ist glücklich über ihre plötzliche Popularität. Nach der Party wollen Carly, Sam und Freddie los zur Webbicon, was ihr ursprüngliches Ziel war, doch Nora hatte ihre Sachen in ihren Keller gebracht, um die iCarly-Crew nach unten zu bekommen. Dort befindet sich das Tonstudio ihres Vaters, in dem sie Carly, Sam und Freddie einschließt, da sie glaubt, dass sie Engel sind, welche zu ihr geschickt wurden um ihr Leben zu ändern. Um sicherzustellen, dass niemand sich fragt, wo sie sind, nimmt sie ihre Handys und sagt ihren Auftritt auf der Webicon ab und sendet an ihre Familien jeweils eine SMS, in denen steht, dass alles gut läuft. Nach einigen gescheiterten Fluchtversuchen, kommt Carly auf die Idee, eine codierte SOS-Nachricht an Gibby zu senden, mit dem Hinweis das „Jedes vierte“ (Carly/Sam) „Wort“ (Freddie) die wahre Botschaft sei. Die entschlüsselte Nachricht lautet: „Eine verrückte hält uns gefangen, also rette uns!“ Gaststars: Daniella Monet als Popular Girl und Ethan Munck als Guppy Gibson |           |                           |                           |                      |                                         |                    |                               |            |
| 70 | 20        | Zu heiß, zu heiß!         | iBeat the Heat            | 26. Juni 2010        | 9. Juni 2011                            | Steve Hoefer       | Steve Holland                 | 242        |
| An einem sehr heißen Tag versuchen Spencer, Sam, Freddie und Carly einen Weg zu finden, sich abzukühlen, da die Apartmentklimaanlage die Hitze nicht wirklich absenken kann. Spencer besorgt eine große norwegischen Klimaanlage mit der Hilfe von Socko. Diese verschafft ihnen eine große Abkühlung. Als der Strom ausfällt (aufgrund der hohen Nutzung der Klimaanlagen), ist die Shay Wohnung die einzige klimatisierte Wohnung, da Spencer noch einen alten Stromgenerator hat. Es dauert nicht lange, dass viele Leute in die Wohnung kommen um sich abzukühlen, einschließlich Gibbys Cousine Sabrina (die Online-Freundin von Freddie). Während Sam versucht, das Beste aus der Situation zu machen, versucht Freddie sich mit der sehr großen Sabrina zu unterhalten. Carly versucht, ihr Schulprojekt, das Modell einer utopischen Stadt, vor Beschädigungen durch die alten Leute zu schützen. Nachdem alle anfangen, durchzudrehen, beginnt Carly eine Rede darüber zu halten, dass man in einer solchen Situation zusammenhalten muss. Kurz bevor sie fertig ist, geht der Strom und somit die Klimaanlage wieder. Daraufhin verlassen alle „Besucher“ wieder Carlys Apartment. Gaststar: Drew Roy als Griffin |           |                           |                           |                      |                                         |                    |                               |            |

## Staffel 4
Die Erstausstrahlung der vierten Staffel war zwischen dem 30. Juli 2010 und dem 11. Juni 2011 auf dem US-amerikanischen Sender Nickelodeon zu sehen. In Deutschland starteten die ersten Folgen am 19. Februar 2011 auf Nickelodeon Deutschland und wurden in unregelmäßigen Abständen und Reihenfolgen bis zum 24. April 2012 erstausgestrahlt.
| Nr. (ges.) | Nr. (St.) | Deutscher Titel                | Originaltitel          | Erstausstrahlung USA | Deutschsprachige Erstausstrahlung (D/A) | Regie         | Drehbuch          | Prod. Code |
| --- | --------- | ------------------------------ | ---------------------- | -------------------- | --------------------------------------- | ------------- | ----------------- | ---------- |
| 71 | 1         | Hurra, hurra, die Bude brennt! | iGot a Hot Room        | 30. Juli 2010        | 19. Feb. 2011                           | Steve Hoefer  | Dan Schneider     | 301        |
| Carly hat Geburtstag und ihre Freunde bereiten eine Überraschung für sie vor. Spencer hat ein ganz besonderes Geburtstagsgeschenk für seine kleine Schwester: Eine selbst gemachte Gummibärchenlampe. Doch unglücklicherweise gerät diese in Flammen und Carlys ganzes Zimmer brennt nieder. Während Carly arbeitet, um Geld aufzutreiben, in dem Glauben, man hat ihr nur 500 Dollar für die Renovierung ihres Zimmers zusprechen können, setzen Spencer, Sam und Freddie mit der eigentlichen Entschädigung Carlys Zimmers in Höhe von 82.000 Dollar alles daran, den von den Flammen zerstörten Raum wieder herzurichten und in ein echtes Traumzimmer zu verwandeln. Schließlich wartet eine große Überraschung auf Carly. |           |                                |                        |                      |                                         |               |                   |            |
| 72 | 2         | Sams Mom                       | iSam's Mom             | 11. Sep. 2010        | 3. Apr. 2011                            | Adam Weissman | Jake Farrow       | 305        |
| Nach unzähligen Streits mit ihrer Mutter erscheint Sam mitten in der Nacht an Carlys Tür und zieht bei ihr ein. Mit der Zeit ist aber Carly sehr von Sams Angewohnheiten entnervt und schickt sie mit ihrer Mutter zum Therapeuten, der die beiden zusammen in einen kleinen Raum sperrt, bis sie ihre Probleme gelöst haben. Doch als sich die beiden auch nach Stunden noch anschreien geht Carly schließlich mit herein und täuscht vor sie habe Platzangst, woraufhin Sam und ihre Mutter dann doch noch miteinander konstruktiv reden und sich wieder versöhnen. Inzwischen versteckt sich Freddie mit seiner Mutter, die sogar einen brutalen Bodyguard engagiert hat, in Spencers Wohnung, da Freddie einen Kriminellen, der das Groovy Smoothie überfallen hat, gefilmt hat. Gaststar: Jane Lynch als Pam Puckett |           |                                |                        |                      |                                         |               |                   |            |
| 73 | 3         | Der König der Streiche         | iGet Pranky            | 25. Sep. 2010        | 12. März 2011                           | Adam Weissman | Arthur Gradstein  | 304        |
| Nachdem Spencer Carly dabei hilft, Sam und Freddie einen Streich zu spielen, kann er nicht mehr aufhören, anderen Streiche zu spielen. Um ihn doch davon abzubringen, erinnern ihn die Kinder an ein Ereignis aus seiner Schulzeit, als ein Streich von ihm schiefgegangen war. |           |                                |                        |                      |                                         |               |                   |            |
| 74 | 4         | Penny-Tees                     | iSell Penny-Tees       | 2. Okt. 2010         | 5. März 2011                            | Russ Reinsel  | Matt Fleckenstein | 303        |
| In iCarly werden mehrere Penny-Tees, also T-Shirts mit lustigen Sprüchen, gezeigt. Sam verkauft diese dann im Internet und lässt diese im Keller von kleinen Kindern unter prekären Bedingungen fertigen. Damit ist Carly jedoch nicht einverstanden und sie verbessert die Situation der Kinder, damit sie bei der Sache auch Spaß haben, doch die Kleinen merken schnell, dass es besser ist, wenn sie die Sache selbst in die Hand nehmen und ihre eigenen Shirts verkaufen, statt die Sprüche aus iCarly zu nutzen. Gaststar: Ethan Munck als Guppy Gibson |           |                                |                        |                      |                                         |               |                   |            |
| 75 | 5         | Ja, ich will                   | iDo                    | 11. Okt. 2010        | 26. Feb. 2011                           | Steve Hoefer  | Jake Farrow       | 302        |
| Gordon Birch, ein Mann aus Wisconsin, der ein großer Fan von iCarly ist, kontaktiert Carly und bittet sie darum, dass er bei iCarly auftreten darf, um seiner Freundin Jodi Flooger einen Heiratsantrag zu machen. Carly erlaubt es und Jodi nimmt daraufhin den Antrag an. Gordon lädt das iCarly-Trio und Spencer zu seiner Hochzeit in Wisconsin ein und bittet Carly und Sam darum, die Brautjungfern zu sein, und Freddie, der Trauzeuge zu sein. Carly, Sam, Freddie und Spencer fliegen nach Wisconsin, um an der Hochzeit teilzunehmen. Auf der Hochzeit ist Jodi sich jedoch nicht mehr sicher, ob sie Gordon liebt, da sie sich in Spencer verliebt habe. Daraufhin werden Carly, Sam, Freddie und Spencer von den Hochzeitsgästen beschimpft (vor allem Freddie von Gordons Bruder Jeb Birch, der wütend ist, da Freddie Gordons Trauzeuge ist und nicht Jeb). Daraufhin versuchen sie Jodi davon zu überzeugen, dass Spencer schrecklich ist und sie Gordon heiraten sollte. Aber Jodi ist davon überzeugt, dass sie Spencer liebt. Carly, Sam, Freddie und Spencer versuchen Gordon dazuzubringen, dass er seinen Song „Shakespeare“ singt. Jedoch ist Gordon so nervös, dass er sich auf der Bühne in die Hose pinkelt und von der Bühne stürmt. Daraufhin bringt er Carly dazu, dass sie seinen Song singt. Während des Songs merkt Jodi, dass sie Gordon liebt und sie küssen sich. Währenddessen bleibt Gibby in Seattle. Als er mit seinem Bruder Guppy Rad fährt, sieht Gibby, dass ein 5-$-Schein auf einem Baum hängt. Er überredet eine alte Frau, namens Hazel, ihn hoch zu heben und er geht dafür mit ihr zum Kaffee trinken. Gibby erreicht den 5-$-Schein und stürzt auf Hazel, die daraufhin reglos am Boden liegt. Gibby und Guppy flüchten und Hazel fragt, ob sie zum Kaffee trinken gehen können. Gaststar: Ethan Munck als Guppy Gibson                                                    |           |                                |                        |                      |                                         |               |                   |            |
| 76–77 | 6–7       | Krieg der Fans                 | iStart a Fan War       | 19. Nov. 2010        | 9. Apr. 2011                            | Steve Hoefer  | Dan Schneider     | 308–309    |
| Carly ist in Adam, einen Mitschüler an der Ridgeway, verliebt. Als er sie via Video-Chat um ein Date bittet, ist Carly verärgert, da sie keine Zeit hat, weil iCarly bei der Webicon ein Panel macht. Allerdings erscheint Adam auch zu dem Auftritt, um Carly zu sehen. Bei dem Panel, fragt Stacy Dillsen über die Umstände von Carly und Freddies Beziehung. Daraus entsteht ein Seddie (Sam & Freddie) vs. Creddie (Carly & Freddie) Fankrieg, den Sam antreibt, indem sie behauptet, Carly und Freddie wären ineinander verliebt. Daraufhin ist Carly verärgert, da Adam das Panel dank Sam verlassen hat. Sam kann ihn nur zurückholen, indem sie ihn mit Kabel fesselt. Schließlich erklären Carly, Sam und Freddie ihren Fans, dass weder Sam und Freddie noch Carly und Freddie zusammen sind und dass es bei iCarly nicht darum geht, wer mit wem zusammen ist, sondern um Comedy. Zudem erzählt Carly, dass der Einzige, für den sie sich im Moment interessiert, Adam ist. Daraufhin greifen die Creddier Adam, weil sie glauben, er habe Freddie Carly ausgespannt. Schließlich verlässt iCarly die Bühne. Währenddessen verkleidet sich Spencer als Aruthor aus dem Videospiel World of Warlords (Parodie von World of Warcraft) zur Webicon, um an dem Kostümwettbewerb teilzunehmen. Dort trifft er auf seinen Feind Aspartamay und die beiden beginnen einen „epischen“ Kampf. Als Carly versucht, den Kampf zu beenden schnappt Aspartamay Carly, um Spencer zu zwingen, zuzugeben, dass Aspartamays Kostüm besser ist. Carly gewinnt daraufhin den Kampf für Spencer, indem sie Aspartamay seine Juwelen entreißt (seine Lebensenergie) und ihn tötet. Daraufhin verlässt die iCarly-Gang und Spencer die Webicon. Gaststars: Ethan Munck als Guppy Gibson, Jack Black als Aspartamay, Abby Wilde als Stacey Dillsen, Alec Medlock und Scott Halberstadt als Craig und Eric sowie Jake Farrow als Gavin. |           |                                |                        |                      |                                         |               |                   |            |
| 78 | 8         | Zu doof, um wahr zu sein       | iHire an Idiot         | 12. Feb. 2011        | 28. Mai 2011                            | Clayton Boen  | Arthur Gradstein  | 307        |
| Da die Vorbereitungen für iCarly sehr viel Arbeit machen, machen sie ein Vorsprechen für Praktikanten. Nachdem einige schlechte Praktikanten vorsprechen, wie Stacy Dillsen, treffen sie Brad, der ein Nerd ist und geeignet als Praktikant scheint. Daraufhin treffen sie den dummen Cort, von dem Carly und Sam begeistert sind, da sie finden, dass er gut aussieht und sie stellten ihn deshalb ein ohne Freddies Zustimmung, der deshalb verärgert ist. Nachdem Cort Freddie ständig mit seiner Dummheit nervt und während eines iCarly-Webcasts versehentlich Limonade über Freddies Computer kippt und deshalb die Sendung unterbrochen wird, wollen Carly und Sam ihn immer noch nicht feuern, da sie finden, er habe eine zweite Chance verdient. Freddie kontert, indem er die gutaussehende Ashley einstellt, die genauso dumm wie Cort zu sein scheint und Carly und Sam nervt. Letztendlich feuern Carly und Sam Cort doch und Freddie feuert Ashley, wobei sich herausstellt, dass Ashley gar nicht dumm ist, sondern dass sie ein Psychologie-Experiment fürs College gemacht hat und Freddie sie eingestellt hat, um Carly und Sam dazu zu bringen, Cort zu feuern. Gaststar: Abby Wilde als Stacey Dillsen (gleiche Rolle wie in Zoey 101) |           |                                |                        |                      |                                         |               |                   |            |
| 79 | 9         | Armer Nevel                    | iPity the Nevel        | 19. März 2011        | 24. Apr. 2012                           | Russ Reinsel  | Matt Fleckenstein | 306        |
| Ein Video zeigt Nevel, wie er ein kleines, unschuldiges Mädchen anschreit und verbreitet sich schnell im Internet. Carly und ihre Freunde nehmen diese öffentliche Demütigung ihres Erzfeindes zum Anlass einer „Karma-Party“. Kurz darauf erscheint unerwartet Nevel, der sehr verzweifelt über seine Lage scheint und die iCarly-Crew um Hilfe bittet, seinen Ruf wiederherzustellen, worin sie schließlich, nachdem Nevel mehreren Tests unterzogen wird, einwilligt. Allerdings scheitert der erste Versuch, seine Popularität zu steigern, indem er den Leuten Smoothies gibt. Eine echte Entschuldigung scheint Erfolg zu haben, doch kurz darauf wird Nevel gefilmt, als er grundlos einen Rollstuhlfahrer anschreit. Am Ende sitzt er einsam auf einer Bank. Inzwischen genießt Freddie kurzzeitig die Aufmerksamkeit von Mädchen, da er sich für eine iCarly-Parodie von Twilight als Vampir verkleidet hat. Außerdem ist Spencer gelangweilt und stört ständig die iCarly-Bande und die Webshow. |           |                                |                        |                      |                                         |               |                   |            |
| 80 | 10        | Zum Schluss ein Kuss           | iOMG                   | 9. Apr. 2011         | 23. Apr. 2012                           | Adam Weissman | Dan Schneider     | 310        |
| Carly und ihre Freunde arbeiten über Nacht an einem Projekt in der Ridgeway, als sie bemerken, dass sich Sam merkwürdig verhält. Carly und Freddie denken, dass sich Sam in ihren neuen Freund Brad verknallt hat, weil Sam die ganze Zeit mit Brad und Freddie rumhängt. Sie denken nicht einmal daran, dass Sam in Freddie verknallt sein könnte, weil sie denken, dass Sam Freddie hasst (was eigentlich nicht stimmt). Freddie benutzt eine Mood Reader App, die ihm zeigt, dass Sam verknallt ist, aber nicht weiß in wen. Dann versuchen Carly und Freddie, Sam mit Brad zu verkuppeln. Doch ohne Erfolg. Sam sagt Carly, dass sie nicht in Brad verknallt ist. Carly sagt ihr, dass sie den ersten Schritt machen soll, wenn sie einen netten festen Freund will. Sam und Freddie haben dann ein wirklich ernstes Gespräch über Liebe. Zuerst schickt Sam Freddie weg, aber er geht nicht, obwohl er glaubt, dass sie ihn hasst. Dann küsst Sam Freddie unerwartet. Verlegen entschuldigt sie sich für den Kuss. Freddie antwortet nur: „Schon gut“. Carly hat alles aus dem Klassenzimmerfenster aus gesehen und ist sichtlich schockiert. |           |                                |                        |                      |                                         |               |                   |            |
| 81–83 | 11–13     | Party mit Victorious           | iParty with Victorious | 11. Juni 2011        | 1. Okt. 2011                            | Steve Hoefer  | Dan Schneider     | 311–313    |
| Andre lädt seine zu einer Party in Kenan Thompsons Haus ein, doch die Einladung wird öffentlich. Carly sieht im Internet ein Foto, auf dem ihr Freund Steven ein anderes Mädchen, Tori, küsst. Sie will der Sache auf den Grund gehen, dazu besucht sie gemeinsam mit ihren Sam, Freddie und Gibby die Party. Gaststars: Victoria Justice als Tori Vega, Leon Thomas III als André Harris, Daniella Monet als Trina Vega, Matt Bennett als Robbie Shapiro, Elizabeth Gillies als Jade West, Ariana Grande als Cat Valentine, Avan Jogia als Beck Oliver und Kenan Thompson als er selbst |           |                                |                        |                      |                                         |               |                   |            |

## Staffel 5
Die Erstausstrahlung der fünften Staffel war vom 13. August 2011 bis zum 21. Januar 2012 auf dem US-amerikanischen Sender Nickelodeon zu sehen. In Deutschland startete die Staffel am 14. Februar 2012 auf Nickelodeon Deutschland und lief bis zum 16. Juni 2012.
| Nr. (ges.) | Nr. (St.) | Deutscher Titel                                          | Originaltitel                 | Erstausstrahlung USA | Deutschsprachige Erstausstrahlung (D/A) | Regie         | Drehbuch                          | Prod. Code |
| --- | --------- | -------------------------------------------------------- | ----------------------------- | -------------------- | --------------------------------------- | ------------- | --------------------------------- | ---------- |
| 84 | 1         | Die Liebe und der Wahnsinn                               | iLost My Mind                 | 13. Aug. 2011        | 14. Feb. 2012                           | Steve Hoefer  | Dan Schneider & Matt Fleckenstein | 402        |
| Sam denkt nach dem Kuss mit Freddie, sie wäre verrückt und schreibt sich selbst in eine Nervenklinik ein. Als sie die Klinik wieder verlassen will, geht dies nicht, denn sie braucht eine Zustimmung ihrer Mutter. Diese ist zu einer Laserhaarentfernung weggefahren. Nun beschließen die drei Freunde, einen Webcast aus der Nervenklinik zu senden. Am Ende zeigt Freddie vor einem Millionenpublikum seine Liebe zu Sam. Gaststar: Jim Parsons als Caleb |           |                                                          |                               |                      |                                         |               |                                   |            |
| 85 | 2         | Es gibt Zoff! Date mit Sam und Freddie (Alternativtitel) | iDate Sam & Freddie           | 10. Sep. 2011        | 15. Feb. 2012                           | Steve Hoefer  | Dan Schneider & Jake Farrow       | 401        |
| Sam und Freddie sind nun in einer Beziehung, doch sie haben öfter Meinungsverschiedenheiten, bei denen sie immer Carly um Rat fragen, die die Streite dann löst, selbst wenn es mitten in der Nacht ist. Sie nehmen Carly sogar auf ein Date mit, um im Notfall eine Streitschlichterin zu haben. Doch irgendwann reicht es Carly und sie fordert, dass Sam und Freddie nicht mehr miteinander ausgehen, wenn sie jeden Streit nur mit Carlys Hilfe lösen können. |           |                                                          |                               |                      |                                         |               |                                   |            |
| 86 | 3         | Das Nerd-Camp                                            | iCan’t Take It                | 17. Sep. 2011        | 16. Feb. 2012                           | Adam Weissman | Dan Schneider & Arthur Gradstein  | 403        |
| Seitdem Sam und Freddie ein Paar sind, wird Gibby mehr von Sam geärgert als sonst. Dies hält er irgendwann nicht mehr aus und erzählt Freddies Mutter von seiner Beziehung mit Sam. Die beiden hecken einen Plan aus, sie auseinanderzubringen: Freddies Mutter findet eine Bewerbung für ein Nerd-Camp, an dem Freddie für sein Leben gern teilgenommen hätte. Aber in der Zeit, als Sam und Freddie noch kein Paar waren, hat Sam die Bewerbung sabotiert. Zum Schluss bringt Carly Freddie dazu, Sam zu verzeihen. |           |                                                          |                               |                      |                                         |               |                                   |            |
| 87 | 4         | Meine Hobbys, deine Hobbys…                              | iLove You                     | 24. Sep. 2011        | 17. Feb. 2012                           | Steve Hoefer  | Dan Schneider & Jake Farrow       | 404        |
| Spencers ehemalige Babysitterin Jenna meldet sich bei ihm. Die beiden werden schnell ein Paar. Aber Jenna behandelt Spencer immer noch wie einen Fünfjährigen, und das lässt er sich irgendwann nicht mehr gefallen. Währenddessen rät Carly Sam und Freddie, dass sie mehr Zeit miteinander verbringen sollen. Aber das entzweit die beiden noch mehr. Am Ende entscheiden sie, sich voneinander zu trennen, aber erst um Mitternacht, bis dahin ist noch über eine Stunde Zeit. In der letzten Szene sieht man sie küssen. |           |                                                          |                               |                      |                                         |               |                                   |            |
| 88 | 5         | Zu dumm                                                  | iQ                            | 1. Okt. 2011         | 28. Apr. 2012                           | David Kendall | Dan Schneider & Matt Fleckenstein | 405        |
| Carly möchte ihren neuen Freund Kyle beeindrucken, der recht gebildet ist und nichts von ungebildeten Leuten hält. So schaut sie sich mit ihm einen sehr langatmigen fremdsprachigen Film an, bei dem sie beinahe einschläft. Um klug zu erscheinen, sieht Carly während ihres Treffens mit Kyle heimlich Sachen im Internet nach, doch er findet das heraus und macht Schluss. Inzwischen wird T-Bo von der Gesundheitsbehörde untersagt, weiterhin in seinem Restaurant Groovy Smoothie zu wohnen, und so muss er sich eine neue Bleibe suchen und findet diese im Apartment der Bensons, doch dazu muss er bei der Vermieterin, Freddies Mutter, einen seriösen Eindruck hinterlassen, wozu er sich stark verstellen und zu seinem Unmut einen Anzug tragen muss. |           |                                                          |                               |                      |                                         |               |                                   |            |
| 89 | 6         | Pleiten, Pech und noch mehr Patzer                       | iBloop 2 – Electric Bloopaloo | 28. Dez. 2011        | 16. Juni 2012                           | Clayton Boen  | Dan Schneider & Matt Fleckenstein | 411        |
| In dieser Episode moderiert Cristopher Cane, eine Puppe, die Rex in Victorious spielt, seine eigene Show, in der Patzer aus der dritten, vierten und fünften Staffel gezeigt werden. |           |                                                          |                               |                      |                                         |               |                                   |            |
| 90–91 | 7–8       | Psycho-Nora kehrt zurück                                 | iStill Psycho                 | 31. Dez. 2011        | 28. Apr. 2012                           | David Kendall | Dan Schneider & Jake Farrow       | 407–408    |
| Die vier Freunde werden zu einem Gerichtstermin eingeladen, worum es um Nora Dirshlitts Entlassung aus dem Gefängnis geht. Nora hat Erfolg und wird wieder auf freien Fuß gelassen. Als Dank lädt sie die iCarlys zu einem norwegischen Dinner ein. Aber als Spencer kommt, um die Freunde abzuholen, wird er von Noras Mutter im Keller eingesperrt, und die iCarlys haben keine Chance, zu gehen, denn Nora will ihren 16. Geburtstag noch einmal feiern. Als sie es nicht bemerkt, krabbelt Gibby durch den Schornstein nach draußen, um die Polizei zu rufen. Aber er bleibt stecken. Spencer wird von Nora an ein Rad gefesselt, und immer wenn Sam Nora angreift, lässt sie ihn drehen. Währenddessen hat T-Bo sein Zimmer bei Freddies Mutter verloren, als sie gesehen hat, wie er wirklich ist. Durch einen Chip, den sie in Freddies Gehirn gepflanzt hat, kann sie ihn orten und versucht ihn zu retten. Er fährt sie dann nach Olympia, um Freddie und die anderen zu retten. |           |                                                          |                               |                      |                                         |               |                                   |            |
| 92 | 9         | Oh weh, 3D!                                              | iBalls                        | 7. Jan. 2012         | 9. Juni 2012                            | Russ Reinsel  | Dan Schneider & Ben Huebscher     | 410        |
| Eine Fernsehmoderatorin kommt zu Besuch zu iCarly und will nach der Show alle interviewen, außer Freddie. Sie sagt, er wäre nicht kreativ. Deshalb beschließt Freddie, einen Webcast in einer von ihm entwickelten 3D-Technologie zu machen, mit fatalen Folgen für die Zuschauer, die zwar zunächst begeistert sind, danach aber Probleme mit der Auge-Hand-Koordination haben. Eine Zuschauerin jedoch, die seit Geburt an einer Augenkrankheit leidet, wird dadurch geheilt. Währenddessen fährt Carly nach Yakima und Spencer bekommt seinen eigen Assistenten, Marty, dessen Dienste er sich aber bald nicht mehr leisten kann. |           |                                                          |                               |                      |                                         |               |                                   |            |
| 93 | 10        | Besuch der First Lady                                    | iMeet the First Lady          | 16. Jan. 2012        | 25. Apr. 2012                           | Adam Weissman | Dan Schneider & Arthur Gradstein  | 406        |
| Da Carlys und Spencers Vater Geburtstag hat, senden sie einen Geburtstags-Webcast nur für ihren Vater. Tags darauf werden die iCarly-Leute in der Schule von Secret-Service-Agenten befragt. Sam will sich daraufhin aus dem Staub machen, doch dann erfährt sie, dass die First Lady Michelle Obama ihren Webcast gesehen hat, und sie in Seattle besuchen möchte. Dort tritt sie dann als Gaststar in iCarly auf. Gaststar: Michelle Obama als sie selbst |           |                                                          |                               |                      |                                         |               |                                   |            |
| 94 | 11        | Im Butterkuchen-Himmel                                   | iToe Fat Cakes                | 21. Jan. 2012        | 2. Juni 2012                            | Russ Reinsel  | Dan Schneider & Matt Fleckenstein | 409        |
| Sam hat zehn Tage lang keinen Unsinn angestellt. Deshalb bekommt sie einen Gutschein für eine Führung durch eine kanadische Butterkuchenfabrik. Aber in Amerika sind kanadische Butterkuchen illegal. Sam wollte welche über die Grenze schmuggeln, aber dabei wurde sie erwischt. Gibby will Sam in seinem Koffer durch die Grenzkontrolle schleusen, doch während er ein Foto mit einem Fan macht, wird der Koffer versehentlich mit dem eines asiatischen Reisenden vertauscht. Am Ende sieht man ein Flugzeug in Hongkong landen. Währenddessen bleibt Carly in Seattle, da sie eine Verabredung mit ihrem neuen Freund hat. Allerdings bleibt sie mit ihrem Zeh im Wasserhahn stecken, und so verbringt sie ihr Date in der Badewanne, während ein Klempner versucht, ihren Zeh zu befreien. |           |                                                          |                               |                      |                                         |               |                                   |            |

## Staffel 6
Die Erstausstrahlung der sechsten Staffel war vom 24. März bis zum 23. November 2012 auf dem US-amerikanischen Sender Nickelodeon zu sehen. Wie im Mai 2012 bekannt wurde, ist es die letzte Staffel der Serie. In Deutschland starteten die ersten Folgen am 1. Juli 2012 auf Nickelodeon Deutschland und liefen bis zum 12. April 2013.
| Nr. (ges.) | Nr. (St.) | Deutscher Titel             | Originaltitel          | Erstausstrahlung USA | Deutschsprachige Erstausstrahlung (D/A) | Regie         | Drehbuch                          | Prod. Code |
| --- | --------- | --------------------------- | ---------------------- | -------------------- | --------------------------------------- | ------------- | --------------------------------- | ---------- |
| 95 | 1         | April, April…               | iApril Fools           | 24. März 2012        | 4. Sep. 2012                            | Jerry Trainor | Dan Schneider & George Doty IV    | 503        |
| Es ist der 1. April, aber Carly und Spencer müssen bis Mitternacht ihre Wohnung verlassen, weil ihnen vom Vermieter Mr. Bushwell gekündigt wurde. In der weiterfolgenden Episode erzählen sich Carly und ihre Freunde Geschichten aus alten Zeiten. Gaststar: Matt Bennett als Gibby Gibson Bemerkung: Diese Episode steht außerhalb des Kanons. Die Rückblenden zeigen Szenen aus alten Folgen, die Handlung wurde aber verändert. |           |                             |                        |                      |                                         |               |                                   |            |
| 96 | 2         | Dschungelwürmer             | iGo One Direction      | 7. Apr. 2012         | 4. Aug. 2012                            | Steve Hoefer  | Dan Schneider & George Doty IV    | 501        |
| Als Carly und Spencer von einem Urlaub in Mexiko zurückkehren, bemerken sie, dass Carly „Dschungelwürmer“ hat. Überraschend kommt die Band One Direction nach Seattle, und tritt bei iCarly auf. Doch als Harry Styles aus Carlys Flasche trinkt, bekommt er ebenfalls Dschungelwürmer. Als er wieder gesund ist, gibt er immer noch vor, krank zu sein, damit Carly ihn weiterhin bedient. Doch Sam und die Bandmitglieder haben einen Plan: Gibby, der ein großer One-Direction-Fan ist, vertritt Harry als Sänger in der Band, woraufhin der sich plötzlich wieder besser fühlt und doch auftreten kann. Inzwischen repariert Spencer ein altes Fitnessgerät, lädt eine Nachbarin ein, damit zu trainieren, doch die schickt stattdessen ihre Tochter. Gaststars: One Direction als sie selbst |           |                             |                        |                      |                                         |               |                                   |            |
| 97 | 3         | Gibbys Traum                | iOpen a Restaurant     | 21. Apr. 2012        | 1. Juli 2012                            | Steve Hoefer  | Dan Schneider & Jake Farrow       | 502        |
| Als Sam Gibby zufällig im Keller der Schule entdeckt, erzählt er den Freunden von seinem Plan, heimlich im Keller ein eigenes Restaurant zu eröffnen. So eröffnet er gemeinsam mit Sam das Gibby's, doch ein Schüler stört immer wieder den Betrieb und wird schließlich von Sam herausgeworfen. Er erzählt dann dem Lehrer Mr. Howard von dem Restaurant, dass daraufhin geschlossen werden muss, obwohl Schulleiter Franklin zum Kundenstamm gehörte, es aber eindeutig die Schulregeln verletzte. |           |                             |                        |                      |                                         |               |                                   |            |
| 98 | 4         | Happy Hälft-o-ween!         | iHalfoween             | 28. Apr. 2012        | 27. Okt. 2012                           | Adam Weissman | Dan Schneider & Ben Dougan        | 505        |
| Die Freunde ärgern sich, dass es Halloween nur einmal im Jahr gibt. Deshalb beschließen sie, eine Party namens „Hälft-o-ween“ (englisch „Halfoween“) zu feiern. Zu dieser erscheint ihr Erzfeind Nevel, der (verkleidet als roter Roboter) ihnen Süßigkeiten gibt, die allerdings ihre Stimmen verändert. Freddie findet Nevel, doch der zwingt ihn mithilfe seiner osteuropäischen Bodyguards, in Nevels Kostüm zu schlüpfen, das von Nevel so präpariert wurde, dass er das Kopfteil per Fernbedienung verriegeln kann. In dieser Lage wird er von Sam und den anderen entdeckt, die sich an Nevel rächen wollen, aber nun Freddie, der sich nicht aus dem Kostüm befreien kann und auch nicht reden kann, festhalten und in Spencers neuen Spiel mehrmals mit einem Seil hochziehen und daraufhin fallen lassen. Nachdem Nevel Freddie aus dem Kostüm herauslässt, bleibt er noch auf Carlys Einladung auf der Party. Da seine Bodyguards Feierabend haben, können sie gemeinsam Rache für diese Aktion nehmen. |           |                             |                        |                      |                                         |               |                                   |            |
| 99 | 5         | Plötzlich Verkäuferin!      | iPear Store            | 12. Mai 2012         | 5. Sep. 2012                            | David Kendall | Dan Schneider & Jake Farrow       | 504        |
| Freddie hat einen Job im Pear Store bekommen. Als Sam Freddies Chefin davon überzeugt, wie gut sie mit Kunden umgehen kann, wird sie ebenfalls eingestellt, trotz dass sie keine Ahnung von der Technik hat. Sie wird sogar Vorgesetzte Freddies und feuert Inzwischen braucht Gibby ein neues Cover für sein Handy und Carly versucht, mit Freddies Kollegen zu flirten, der zunächst schüchtern zu sein scheint, als er aber bei ihr zu Hause ist, wird er zu aufdringlich und Spencer muss ihn hinauswerfen. |           |                             |                        |                      |                                         |               |                                   |            |
| 100 | 6         | Chip, Chuck & Spencer       | iBattle Chip           | 9. Juni 2012         | 6. Sep. 2012                            | Adam Weissman | Dan Schneider & Jake Farrow       | 506        |
| Als Spencer es schafft, dass sein Erzrivale Chuck ins Militärcamp kommt, nimmt sein kleiner Bruder Chip Rache. Er spielt Spencer mehrere Striche, der traut sich daraufhin kaum noch aus dem Haus. Schließlich erledigt sich Chuck aber mit einem eigenen Streich, der nach hinten losgeht. Inzwischen kauft Gibby eine Spielzeuglaserpistole aus „Galaxy Wars“, die Freddie repariert, wobei sie aber deutlich leistungsfähiger wird und sogar Glas zum Schmelzen bringen kann. |           |                             |                        |                      |                                         |               |                                   |            |
| 101–102 | 7–8       | Gibby schockiert Amerika    | iShock America         | 6. Okt. 2012         | 2. März 2013                            | Steve Hoefer  | Dan Schneider                     | 510–511    |
| Die iCarly-Crew wird in die bekannte Show Late Night with Jimmy Fallon eingeladen. Also fliegen die vier nach New York, wo Gibby sich von einem Straßenhändler eine neue Hose kauft, da es Probleme mit seinem Gepäck gab. Während er in der Show tanzt, rutscht versehentlich seine Hose herunter und er ist so für Millionen Zuschauer zu sehen. Daraufhin spricht die NCC eine Strafe von 500.000$ gegen iCarly aus, sodass iCarly nicht weiter Senden darf, solange die Zahlung nicht geleistet wurde. Jimmy ruft daraufhin die Leute auf, für den Erhalt von iCarly zu spenden, wofür insgesamt sogar 576.094 $ zusammenkommen. Gaststar: Jimmy Fallon und Tina Fey als sie selbst Bemerkung: NCC ist eine Anspielung auf die real existierende FCC, die tatsächlich Strafen ausspricht für „unangemessene“ Äußerungen oder Bilder im Fernsehen. Der Titel der Episode sollte ursprünglich iLove Jimmy Fallon lauten, wurde aber vor der Ausstrahlung geändert. |           |                             |                        |                      |                                         |               |                                   |            |
| 103 | 9         | Hausverbot                  | iGet Banned            | 13. Okt. 2012        | 8. März 2013                            | David Kendall | Dan Schneider & Jake Farrow       | 507        |
| Carly ist von T-Bo genervt, der ständig in ihrer Wohnung rumhängt. Da sie ihm verbietet, einen Fuß in die Wohnung zu setzen, verbannt er sie aus dem Groovie Smoothie. Carly will eine Nacht in Mrs. Bensons Apartment verbringen, genau wie T-Bo, um ihm vorzuführen, dass das gar nicht so schlimm ist mit ihr dort zu wohnen, wie er immer behauptet, doch sie beweist damit das Gegenteil, denn sie kehrt noch in der Nacht in ihre Wohnung zurück, woraufhin sie T-Bo dort und auch er sie im Restaurant wieder willkommen heißt. Inzwischen behaupten Freddie und Gibby, in einer Band zu sein, um bessere Chancen bei Mädchen zu haben. Sam gibt bekannt, dass sie ein Konzert geben, doch da sie beide kein musikalisches Talent haben, entschließen sich Freddie und Gibby, direkt vor dem Auftritt öffentlich zu streiten und die Band dabei aufzulösen. |           |                             |                        |                      |                                         |               |                                   |            |
| 104 | 10        | Freunde für Spencer         | iFind Spencer Friends  | 20. Okt. 2012        | 29. März 2013                           | Russ Reinsel  | Jake Farrow                       | 512        |
| Als Carly Spencers Geburtstagsparty plant, stellt sie fest, dass Spencer kaum Freunde in seinem Alter hat, sondern hauptsächlich mit Jüngeren abhängt. Die Kids begeben sich also auf die Suche nach Freunden für Spencer und arrangieren ein Treffen von Spencer mit drei jungen Männern. Doch Spencer kann sich mit ihnen nicht anfreunden und findet ihre Gespräche langweilig, während sie ihn für zu kindisch erachten. Als Carly, Sam und Freddie das Gespräch beobachten, kommt Heather, ein verrückter iCarly-Fan, und schießt von sich zusammen mit jedem Crewmitglied ein Foto. Inzwischen gibt sich Gibby als Toilettenwärter in dem Restaurant aus und kassiert Trinkgeld. Am Ende feiert Spencer seinen Geburtstag zusammen mit den Kids, wo sie ein riesiges Spaghetti-Taco statt einer Geburtstagstorte haben. Gaststar: Emma Stone als Heather |           |                             |                        |                      |                                         |               |                                   |            |
| 105 | 11        | Brave Mädchen, böse Mädchen | iRescue Carly          | 27. Okt. 2012        | 22. März 2013                           | Steve Hoefer  | Dan Schneider & Matt Fleckenstein | 509        |
| Sams alte Freundin Dana feiert nach ihrer Entlassung aus dem Gefängnis eine Party in einem heruntergekommenen Haus und lädt Carly und Sam dazu ein. Sam ist anderweitig beschäftigt und warnt Carly davor, dort hinzugehen, aber Carly will ihrer Freundin beweisen, dass sie mutig genug ist, allein dort hinzugehen. Als sie bemerkt, wie gefährlich jene Party ist, ruft sie Freddie an, damit er und Gibby sie retten. Aber als die beiden angekommen sind, werden sie und Carly an die Wand gefesselt und mit Glas beworfen. Sam findet heraus, wo Carly ist, und rettet sie. Inzwischen benutzt Spencer ein Nachtsichtgerät, um im Dunkeln Streiche zu spielen oder einen Teddybär-Kampf gegen T-Bo zu führen. |           |                             |                        |                      |                                         |               |                                   |            |
| 106 | 12        | Ausflug nach Vegas          | iLost My Head in Vegas | 3. Nov. 2012         | 15. März 2013                           | Jerry Trainor | Dan Schneider & Jake Farrow       | 508        |
| Sam erhält einen Anruf vom Anwalt ihrer Mutter, die in Las Vegas im Gefängnis sitzt, die Kaution beträgt 2500 $. Spencer borgt sich Soccos Wohnmobil und fährt mit Carly, Sam, Freddie und Gibby nach Vegas. Dort versuchen sie, mehrere Dinge beim Pfandleiher zu verkaufen, um die Kaution bezahlen zu können. Als sie sich einig sind, eine Flasche, aus der die First Lady getrunken hat, für 2500 $ verkaufen, fahren sie ins Gefängnis, wo sie merken, dass Gibby noch mit dem Geld im Pfandhaus ist. Sie fahren zurück, doch Gibby wurde das Geld gestohlen und so verkaufen sie gegen Gibbis Willen eine realistische Nachbildung von seinem Kopf, die schon in der Folge Psycho-Nora kehrt zurück zu sehen war, für 10.000 $. Gaststars: Rick Harrison, Corey „Big Hoss“ Harrison und Austin „Chumlee“ Russell aus der Reality-Serie Pawn Stars (deutsch: Die Drei vom Pfandhaus) als sie selbst Bemerkung: Der Titel sollte ursprünglich iPawn Stars lauten, wurde aber vor der Ausstrahlung geändert. |           |                             |                        |                      |                                         |               |                                   |            |
| 107 | 13        | Der Laptop ist weg          | iBust a Thief          | 10. Nov. 2012        | 5. Apr. 2013                            | Steve Hoefer  | Matt Fleckenstein                 | 513        |
| Da Sam ihren Laptop nicht mehr finden kann, glaubt sie, dass er gestohlen wurde. Freddie erlangt Zugriff auf die Webcam des Geräts, und so machen sich Sam, Freddie und Carly auf den Weg zu dem mutmaßlichen Dieb, eine ältere Frau. Dort müssen sie feststellen, dass es sich um eine Verwechslung handelt, verursacht durch einen Fehler beim Abschreiben der Seriennummer des Laptops. Am Ende entdeckt Sam ihren Laptop in einer Pizzabox im Kühlschrank, erzählt den anderen aber nichts davon. Inzwischen entdeckt Spencer alte Gutscheinkarten aus seiner Kindheit, mit denen er einen großen Plüschdelfin erhalten kann, doch die sind mittlerweile abgelaufen. Da er die Arcade-Spielhalle nur zusammen mit einem Kind betreten darf, nimmt er Guppy mit, auf den sein Bruder Gibby aufpassen sollte, und erreicht erneut 1000 Punkte und gewinnt damit den Delfin. Gaststar: Ethan Munck als Guppy Gibson |           |                             |                        |                      |                                         |               |                                   |            |
| 108–109 | 14–15     | Ciao Carly                  | iGoodbye               | 23. Nov. 2012        | 12. Apr. 2013                           | Steve Hoefer  | Dan Schneider                     | 514–515    |
| Freddie hat ein neues, sehr großes Handy, beinahe in der Größe eines Tablets. Um es besser tragen zu können, kauft er im Einkaufszentrum eine Damenhandtasche dafür, da gewöhnliche Handytaschen zu klein sind. Gibby will dort ein neues Abbild von seinem Kopf erstellen, da er das alte in Las Vegas verkauft hat, bleibt aber in der Scan-Apparatur stecken und kann sich nur mit Mühe befreien, woraufhin ihm der Händler als Wiedergutmachung ein Wiesel überlässt. Sam hilft Spencer, ein altes Motorrad für Sockos Cousin Ryder zu reparieren, und besorgt dafür ein fehlendes Teil bei dem Mechaniker Meekalito. Als Socko sich mit Ryder zerstreitet, kann Spencer das Motorrad behalten und entscheidet sich, es Sam zu schenken, da sie Carly über die Jahre eine so gute Freundin gewesen ist. Carly freut sich sehr auf einen Vater-Tochter-Tanz, doch ihr Vater versetzt sie mal wieder wegen seiner Karriere bei der US Air Force. Spencer bietet sich ersatzweise als Tanzpartner an und sagt dafür sogar sein Date ab, doch er wird plötzlich krank. Carly ist nun sehr frustriert, doch ihr Vater taucht schließlich doch noch auf, um sie zu begleiten, hat aber nur wenige Stunden Zeit. Er bietet ihr an, mit ihm in Italien zu leben, wo er nahe Florenz auf einer Militärbasis arbeitet. Nachdem sie das Okay ihrer Freunde und ihres Bruders hat, willigt Carly schweren Herzens ein, auch wenn das bedeutet, dass sie nun zum letzten Mal iCarly moderiert. Im Flugzeug sieht sie sich ein paar alte iCarly-Folgen an. Gaststars: Dan Schneider als Meekalito, David Chisum als Colonel Steven Shay |           |                             |                        |                      |                                         |               |                                   |            |